# Elezioni parlamentari in Giappone del 1996
Le elezioni parlamentari in Giappone del 1996 si tennero il 20 ottobre per il rinnovo della Camera dei rappresentanti. In seguito all'esito elettorale, Ryūtarō Hashimoto, esponente del Partito Liberal Democratico, fu confermato Primo ministro; nel 1998 la guida del governo fu assunta da Keizō Obuchi e, nel 2000, da Yoshirō Mori, entrambi di estrazione liberal-democratica.

## Risultati
| Liste                            | Proporzionale | Proporzionale | Proporzionale | Maggioritario | Maggioritario | Maggioritario | Totale seggi |
| Liste                            | Voti          | %             | Seggi         | Voti          | %             | Seggi         | Totale seggi |
| -------------------------------- | ------------- | ------------- | ------------- | ------------- | ------------- | ------------- | ------------ |
| Partito Liberal Democratico      | 18 205 955    | 32,76         | 70            | 21 836 096    | 38,63         | 169           | 239          |
| Shinshintō                       | 15 580 053    | 28,04         | 60            | 15 812 326    | 27,97         | 96            | 156          |
| Partito Democratico              | 8 949 190     | 16,10         | 35            | 6 001 666     | 10,62         | 17            | 52           |
| Partito Comunista Giapponese     | 7 268 743     | 13,08         | 24            | 7 096 766     | 12,55         | 2             | 26           |
| Partito Socialdemocratico        | 3 547 240     | 6,38          | 11            | 1 240 649     | 2,19          | 4             | 15           |
| Shintō Sakigake                  | 582 093       | 1,05          | -             | 727 644       | 1,29          | 2             | 2            |
| Unione della Riforma Democratica | 18 844        | 0,03          | -             | 149 357       | 0,26          | 1             | 1            |
| Altri                            | 1 417 077     | 2,55          | -             | 1 155 108     | 2,04          | -             | -            |
| Indipendenti                     | 0             | 0,00          | -             | 2 508 810     | 4,44          | 9             | 9            |
| Totale                           | 55 569 195    | 100           | 200           | 56 528 422    | 100           | 300           | 500          |

- Per la quota maggioritaria, i voti conseguiti dalle liste e il totale dei voti validi si intendono approssimati per difetto (senza parte decimale).